# NGC 3840
NGC 3840 ist eine Spiralgalaxie mit ausgedehnten Sternentstehungsgebieten vom Hubble-Typ Sa im Sternbild Löwe an der Ekliptik. Sie ist schätzungsweise 327 Mio. Lichtjahre von der Milchstraße entfernt, hat einen Durchmesser von etwa 105.000 Lj und ist ein Mitglied des Leo-Galaxienhaufens Abell 1367.
Im selben Himmelsareal befinden sich u. a. die Galaxien NGC 3841, NGC 3842, NGC 3844, NGC 3845.
Das Objekt wurde am 8. Mai 1864 vom deutsch-dänischen Astronomen Heinrich d’Arrest entdeckt.